# Hechos reales
Hechos reales fue un programa de actualidad producido por Mandarina Producciones para Telecinco. Este formato, emitido entre el 25 de julio y el 5 de septiembre de 2018, estaba presentado por Jordi González.

## Formato
Se trata de un programa de actualidad que se emite semanalmente en directo. A su vez, este se divide en dos bloques, tratándose en el primero uno de temas más relevantes de la actualidad con todo tipo de detalle, abordado a través de un análisis, conexiones en directo, entrevistas y una tertulia moderada por el presentador.
Por su parte, el segundo bloque abre su perspectiva a la memoria colectiva rememorando una noticia que, en su momento, fue de interés mediático. Esta se recrea por medio de un reportaje en el que el detective Jorge Colomar ejerce de narrador, tras el que se abre una mesa de debate que cuenta con los testimonios de expertos y personas relacionadas con los hechos relatados.

## Equipo
- Producción: Mandarina Producciones

### Presentador
- (2018)  Jordi González

### Narrador
- (2018) Jorge Colomar

### Colaboradores
- (2018) César Pérez Gellida
- (2018) Daniel Montero
- (2018) José Antonio Vázquez Taín
- (2018) Laura García Agustín
- (2018) Mayka Navarro
- (2018) Mónica González Álvarez
- (2018) Paz Velasco
- (2018) Serafín Giraldo
- (2018) Jimmy Giménez-Arnau
- (2018) Núria Marín

## Temporadas

### Temporada 1: 2018
| Programas emitidos. (Evolución semanal) | Programas emitidos. (Evolución semanal)                                                                      | Programas emitidos. (Evolución semanal) | Programas emitidos. (Evolución semanal) | Programas emitidos. (Evolución semanal) |
| Programas                               | Título del debate                                                                                            | Fecha de emisión                        | Espectadores                            | Share                                   |
| --------------------------------------- | --- | --------------------------------------- | --------------------------------------- | --------------------------------------- |
| 1                                       | «La sentencia de La Manada y entrevista con la madre de Nagore Laffage Documental: El violador de Martorell» | 25 de julio de 2018                     | 1 030 000                               | 9,9%                                    |
| 2                                       | «El secuestro de Patricia Aguilar Documental: El crimen de Caspe»                                            | 1 de agosto de 2018                     | 1 155 000                               | 11,8%                                   |
| 3                                       | «Atentado en las Ramblas de Barcelona Documental: El asesino de la baraja»                                   | 8 de agosto de 2018                     | 809 000                                 | 8,4%                                    |
| 4                                       | «Exhumación de los restos de Francisco Franco Documental: Ramón Laso: sinónimo de muerte»                    | 15 de agosto de 2018                    | 995 000                                 | 10,3%                                   |
| 5                                       | «El escándalo del Rey Juan Carlos I Documental: El caso de Eva Blanco»                                       | 22 de agosto de 2018                    | 1 115 000                               | 11,9%                                   |
| 6                                       | «Luis Alfonso de Borbón, Rey de los Franco Documental: El asesino del párking»                               | 29 de agosto de 2018                    | 1 066 000                               | 10,1%                                   |
| 7                                       | «Vida y gloria de Julio IglesiasDocumental: Las niñas de San Fernando»                                       | 5 de septiembre de 2018                 | 1 049 000                               | 9,6%                                    |

## Audiencias
Estas son las audiencias de las temporadas del programa Hechos reales:
| Temporada                        | Fecha | Cadena    | Espectadores | Share |
| -------------------------------- | ----- | --------- | ------------ | ----- |
| Hechos reales: Primera temporada | 2018  | Telecinco | 1 031 000    | 10,3% |